# New-Georgiadwergijsvogel
De New-Georgiadwergijsvogel (Ceyx collectoris) is een vogel uit de familie Alcedinidae (ijsvogels). Vroeger werd deze vogel gezien als een ondersoort van de Molukse dwergijsvogel (C. lepidus).

## Verspreiding en leefgebied
Deze soort komt voor op de New Georgia-eilanden in het westen van de Salomonseilanden.

## Status
De grootte van de populatie is niet gekwantificeerd maar de soort wordt omschreven als op veel plaatsen algemeen. Op de Rode lijst van de IUCN heeft deze soort de status niet bedreigd.